# Pacharakamol Arkornsakul
Pacharakamol Arkornsakul (Thai: พชรกมล อากรสกุล; * 23. August 1993) ist eine thailändische Badmintonspielerin.

## Karriere
Pacharakamol Arkornsakul belegte beim Smiling Fish 2012 Rang drei im Damendoppel ebenso wie bei den Bahrain International 2012. Bei der Universiade 2013 wurde sie Dritte mit dem thailändischen Team. Weitere Starts folgten bei den Australia Open 2013, den New Zealand Open 2013, den Chinese Taipei Open 2013, dem Indonesia Open Grand Prix Gold 2013 und den Vietnam Open 2013.